# Fernand Jacquet
Vous lisez un « bon article » labellisé en 2024.
Pour les articles homonymes, voir Jacquet.
Fernand Jacquet, né le 2 novembre 1888 à Petite-Chapelle et mort le 12 octobre 1947 à Leval-Chaudeville, est un as belge de la Première Guerre mondiale comptant sept victoires homologuées. Il est le premier pilote belge à remporter un combat aérien, le 17 avril 1915, et devient le premier as du pays grâce à sa cinquième victoire le 1er février 1917.
Fernand Jacquet intègre l'école royale militaire dès 1907 et rejoint, peu avant la guerre, la Compagnie des aviateurs. D'un naturel fonceur et surnommé « banjo », il se porte volontaire pour « les missions spéciales ». Il effectue des missions de reconnaissance et quelques tests de bombardement au début du conflit. En 1915, apprenant la création d'une unité de chasse, il se fait muter à la 1re escadrille. Il aime alors voler « à la façon des corsaires », en surprenant ses adversaires. Le 17 avril 1915, à bord de son avion orné d'une tête de mort souriante, il engage un avion allemand et son observateur, Henri Vindevoghel, l'abat. Il s'agit de la première victoire aérienne belge.
Avec le lieutenant Louis Robin, Fernand Jacquet continue les missions d'attaque. Myope, il doit compter sur la présence d'un observateur pour abattre ses cibles. En décembre 1916, il est nommé commandant de la 1re escadrille et le 1er février 1917, après sa cinquième victoire, il devient, selon les normes des victoires aériennes durant la Première Guerre mondiale, le premier as de l'aviation belge.
Apprécié par le roi des Belges Albert Ier, il a l'honneur de l'emmener pour un baptême de l'air au-dessus du front en mars 1917. À la même période, il prend la tête du Groupe de chasse qui compte trois escadrilles, à la demande spéciale du roi. Il est secondé par des pilotes expérimentés comme Edmond Thieffry, Jan Olieslagers, Willy Coppens et André De Meulemeester. Fernand Jacquet termine la guerre avec sept victoires homologuées et neuf probables. Il est le seul Belge à avoir été décoré de la Distinguished Flying Cross britannique lors de la Première Guerre mondiale.
Après la guerre, peu enclin à rester dans l'armée en temps de paix, il fonde en 1920 une école de pilotage à Gosselies près de Charleroi, sous l'égide de la SEGA. En 1931, il devient directeur commercial de la filiale belge des Avions Fairey sur le même aérodrome. Lors de la Seconde Guerre mondiale, Fernand Jacquet entre dans la Résistance mais est arrêté en 1942 et incarcéré au fort de Huy. Affaibli, il meurt en 1947, à l'âge de 58 ans.

## Éléments biographiques

### Enfance, éducation et débuts de carrière militaire
Fernand-Maximilien-Léon Jacquet naît le 2 novembre 1888 à Petite-Chapelle (Couvin),,. Il est le fils de Maximilien Jacquet, agriculteur, et de Julie Elisabeth Perlot,. Après des primaires à Couvin et des humanités à l'Athénée Royal de Chimay, il s'engage dans l'armée belge. 

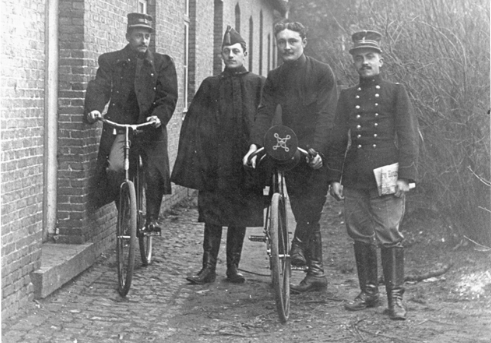
Fernand Jacquet (au centre à côté de sa bicyclette) avec ses condisciples de l'école royale militaire.

Il rejoint l’école royale militaire en octobre 1907 comme cadet et entre en service comme sous-lieutenant le 25 juin 1910 au 4e régiment de ligne à Bruges,,. D'emblée attiré par l'aviation, il obtient son détachement et entre à l'école de pilotage (à la fois civile et militaire) de Saint-Job-in-'t-Goor (près de Brasschaat) fin 1912. Il obtient d'abord son brevet de pilote civil, le brevet no 68, le 25 février 1913, et ensuite celui de pilote militaire, le 30 août de la même année,,. Nommé lieutenant, il fait partie de la Compagnie des Aviateurs puis rejoint la 2e escadrille d’observation, basée à Boninne, en appui de la place forte de Namur,. Il y est basé lorsque la Première Guerre mondiale éclate.

### Première Guerre mondiale

#### Missions de reconnaissance
Lorsque la Belgique neutre est envahie par l'Allemagne en août 1914, Fernand Jacquet effectue des missions de reconnaissance avec un Farman HF.20 depuis l'aérodrome de Belgrade, situé près de Namur. Lorsqu'il n'effectue pas de mission dans son biplace, il sillonne les routes proches du front dans une automobile Opel équipée d'une mitrailleuse Lewis avec son mitrailleur, le prince de Chimay, Joseph-Philippe François de Riquet. Ils attaquent notamment une patrouille de uhlans,,. Atteint de myopie, Fernand Jacquet ne peut voir le sol sans ses lunettes et doit compter sur l'habileté de ses observateurs pour survivre dans les airs.
Dès la fin du mois d'août, la 2e escadrille déménage à Petite-Chapelle et puis en France, sur l'aérodrome de Buc près de Paris. Elle revient ensuite en Belgique, via l'hippodrome d'Ostende, pour rejoindre la citadelle d'Anvers. Fernand Jacquet, depuis Wilrijk, participe à quelques missions de reconnaissance et à la retraite de l'aviation belge vers Saint-Denis (Gand). Il finit finalement à Ostende le 7 septembre 1914 avant de rejoindre début octobre Dunkerque. Il participe aux premiers tests de bombardement de l'aviation belge et la veille de Noël 1914, il attaque, avec comme observateur Isserentant, un train en gare à Beerst,.

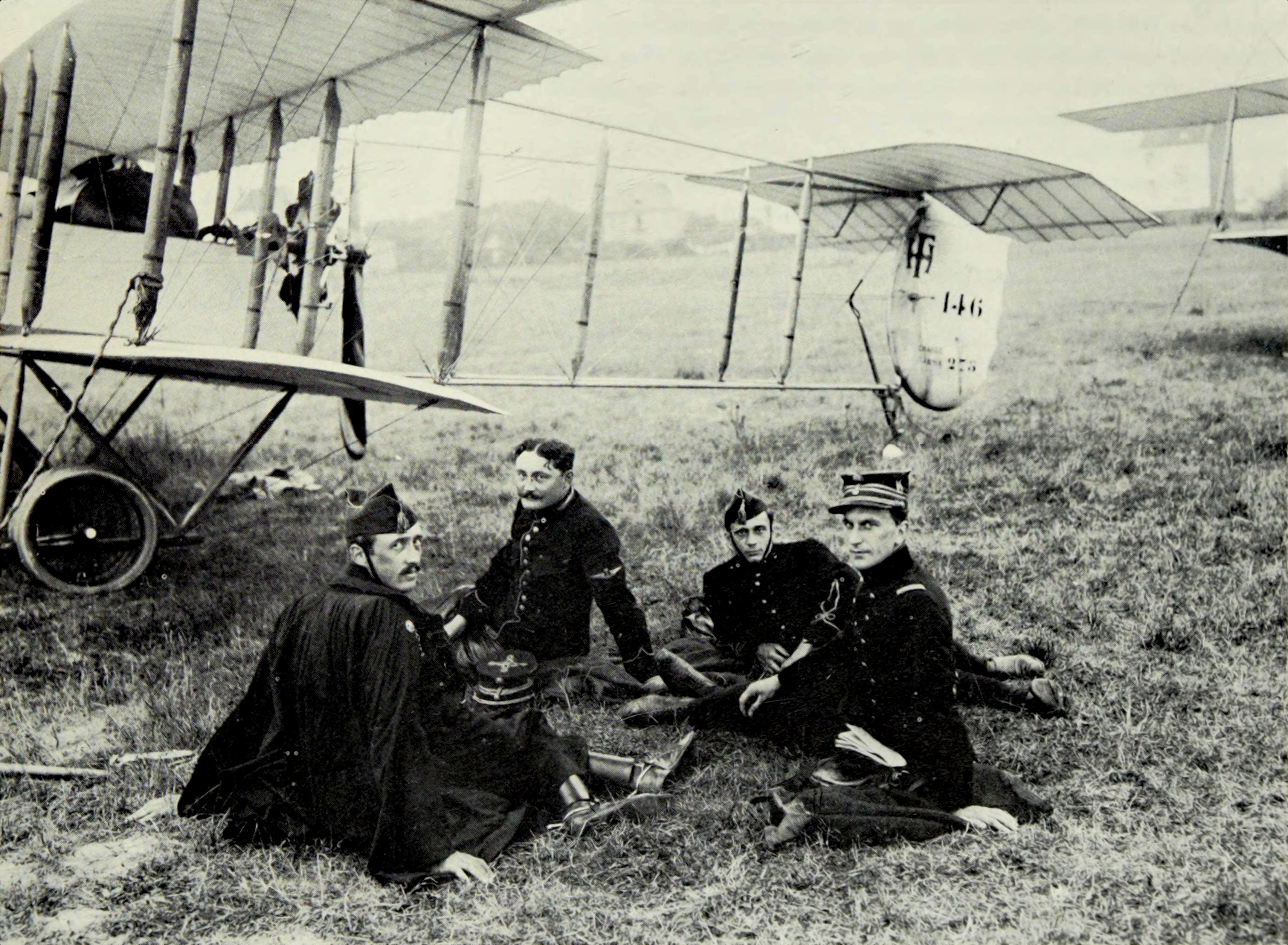
Fernand Jacquet (tête nue), en octobre 1914, avec trois autres membres de la 2e escadrille en France devant un Farman HF.20.

D'un caractère fonceur et surnommé « banjo » depuis l'école militaire, il se porte volontaire pour « les missions spéciales »,,. Au début du conflit, alors que les aviateurs ont pour mission de rapporter des photographies et d'effectuer des missions de reconnaissance sur le front, Jacquet pénètre profondément les lignes ennemies à la recherche de l'affrontement,. Son unité rassemble de nombreuses informations sur les mouvements et positions des troupes. Elle suit également les inondations provoquées par les Alliés sur le front de l'Yser pour ralentir les Allemands.
À la fin de 1914, il reçoit à 26 ans, la croix de chevalier de l'ordre de Léopold des mains du roi Albert avec la citation suivante : « [pour] Le sang-froid, l’initiative et le courage dignes d’éloges dont il a fait preuve au cours de nombreuses reconnaissances difficiles et périlleuses au-dessus des lignes ennemies. ».

#### Passage à la chasse
Au début de l'année 1915, il apprend que la 1re escadrille va être affectée à la chasse. Il demande alors sa mutation et l'obtient. Il rejoint Saint-Idesbald puis l'aérodrome des Moeres. Lors d'un vol le 26 février 1915, il croise dix avions Aviatik et les prend en chasse, mais sans succès. À trois autres occasions, il attaque des Aviatik solitaires. Fernand Jacquet aime voler « à la façon des corsaires », c'est-à-dire seul, et surprendre ses adversaires.

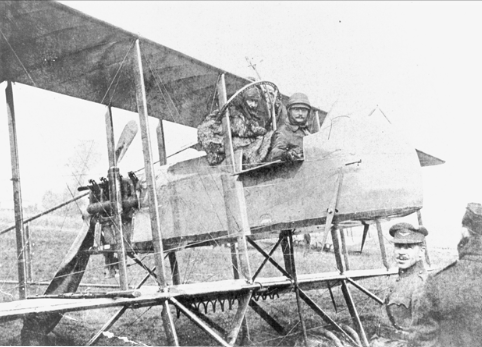
Fernand Jacquet et son observateur Henri Vindevoghel à bord de leur MF-13.

Le 17 avril 1915, il remporte la première victoire en combat aérien de son pays. Aux commandes d'un Farman HF.20 armé d'une mitrailleuse, il est pris sous le feu d'un Albatros, avion de reconnaissance allemand biplace. C'est son mitrailleur, Henri Vindevoghel, situé à l'avant de l'avion, qui tire les sept coups fatals et tue le pilote, condamnant son mitrailleur,. L'avion ennemi prend feu et s'écrase au sol,,.
Fernand Jacquet poursuit avec deux victoires non homologuées, la première le 20 juin, avec un avion ennemi rendu incontrôlable et la seconde le 26 juillet 1915 quand il force un avion ennemi à atterrir,. Il est promu capitaine en novembre 1915.

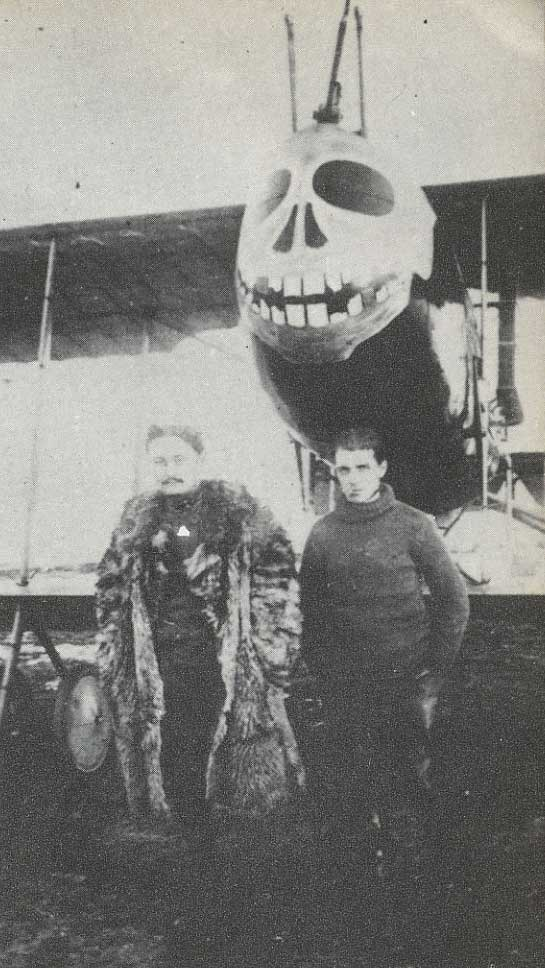
Fernand Jacquet (à gauche) et Louis Robin (à droite) devant un Farman F.40 (« la sale gueule »).

Le 20 mai 1916, le mitrailleur de Jacquet est le lieutenant Louis Robin. Le duo affronte des hydravions allemands en matinée et en soirée. Lors du combat du soir, ils engagent la moitié d'une formation de dix avions ennemis et Fernand Jacquet s'assure ainsi de sa seconde victoire homologuée par la destruction de l'un d'entre eux. Il s'ensuit une série de victoires probables les 26, 27 mai et 22 juin. Le 23 juin, à bord d'un Farman F.40 orné d'une tête de mort peinte sur le nez, il détruit un Fokker. Le mois suivant, les deux Belges demandent l'homologation de deux victoires, le largage de fléchettes sur un ballon d'observation allemand et le bombardement d'une position allemande à Gistel. Elles seront refusées. L’après-midi et le soir du 30 juillet, Fernand Jacquet et Louis Robin affrontent une série d'avions allemands et sont crédités d'une victoire grâce à la destruction d'un LVG. Leur victime probable est le sous-lieutenant Franz Walz (en), qui ce jour-là est abattu et blessé gravement.
Le 13 octobre 1915, leur avion est touché par 120 impacts, et Fernand Jacquet le ramène difficilement. L'année suivante, en septembre, l'avion de Fernand Jacquet et Louis Robin est pris pour cible et touché par l'artillerie antiaérienne allemande. Ils sont contraints d'atterrir et leur avion est détruit,. Fernand Jacquet est blessé sérieusement et en conserve une invalidité. En 1916, les forces belges modifient, sous la direction de Georges Nélis, leurs Farman F.40 en les dotant de nouvelles nacelles équipées de moteur rotatif Gnome et Rhône et en simplifiant les trains d’atterrissage. Plusieurs prototypes, du GN 1 au GN 6 sortent des ateliers. Il est fort probable que Fernand Jacquet et Louis Robin volaient avec le GN 1 lorsqu'ils ont été blessés. Ils volent, après l'accident, à bord du GN 2.

#### As et commandement
En décembre 1916, Fernand Jacquet est nommé commandant de son escadrille, la 1re escadrille de chasse, en remplacement du capitaine Arsène Demanet,. Ce changement, selon l'as Willy Coppens, est suspect. Selon celui-ci, le lieutenant Louis Robin se serait adressé à Demanet avec impertinence et le capitaine l'aurait giflé pour le calmer et éviter la cour martiale. Mécontent, Louis Robin, qui « aurait dû se faire frapper sur le derrière » selon Willy Coppens, dépose une plainte à l'état-major et Demanet, pourtant expérimenté, est transféré dans son ancienne unité d'artillerie,.
Le 1er février 1917, Fernand Jacquet devient un as de l'aviation lorsque Louis Robin et lui abattent un Rumpler à une altitude de 12 500 pieds,,.

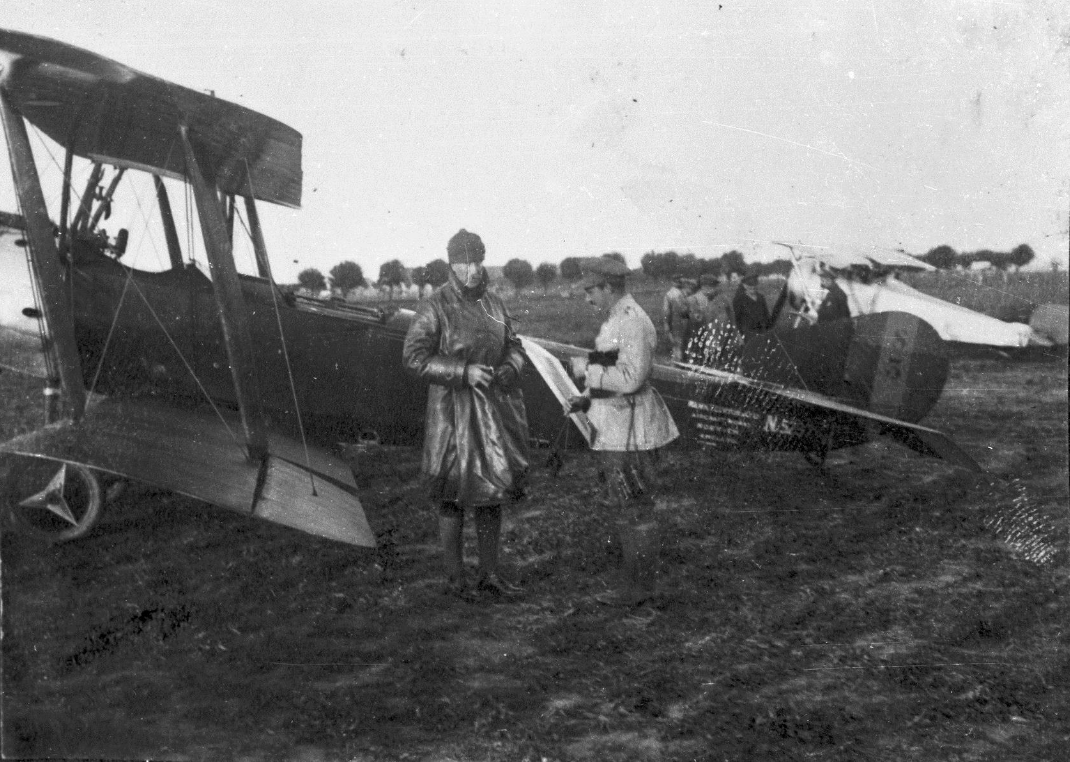
Fernand Jacquet donne les dernières instructions au roi des Belges Albert Ier avant un vol le 6 juillet 1917.

Le 18 mars 1917, Fernand Jacquet a l'honneur d'emmener le roi Albert, dont c'est le baptême de l'air, pour faire une reconnaissance au-dessus de la ligne de front,,. Ils sont escortés par cinq Nieuport,,. À la même période lorsque, sous l'impulsion du roi Albert, est créé le Groupe de chasse regroupant trois escadrilles (et donc le premier « Wing » de chasseurs), le roi insiste pour que Jacquet en prenne le commandement,,. Il s'agit d'un fait important de l'histoire de l'aviation militaire belge. Cette création d'un commandement unique permet d'améliorer l'efficacité des unités aériennes et « d’interdire plus activement aux avions ennemis les vols d’observation sur la ligne de front. ». Fernand Jacquet est secondé par des pilotes expérimentés comme Edmond Thieffry, Jan Olieslagers, Willy Coppens et André De Meulemeester. Le groupe est rapidement surnommé le « Groupe Jacquet » et avec son Farman décoré d'une tête de mort, « La sale gueule », « il arrivait à transformer le caractère des jeunes placés sous ses ordres pour obtenir rapidement d’eux un rendement maximum qu’aucun autre chef n’aurait pu espérer ».

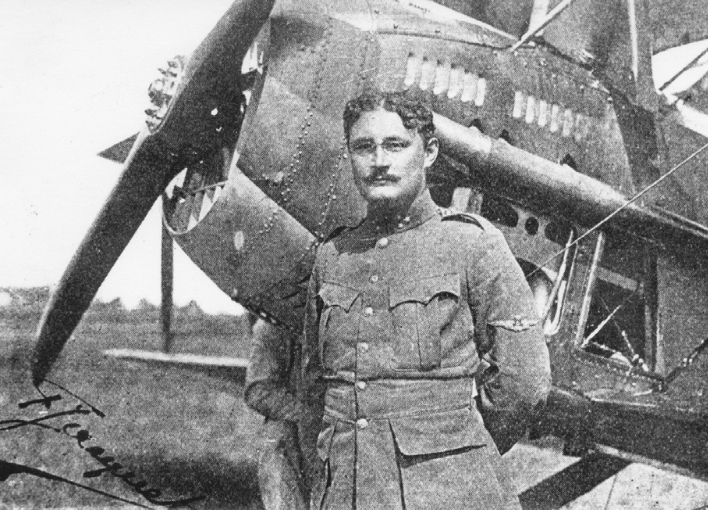
Fernand Jacquet devant un SPAD S11.

Il tente alors de faire l'acquisition de Bristol F.2 Fighter pour remplacer ses vieux Farman,. Il reçoit des SPAD S.XI et des Sopwith 1½ à la place. Pendant ce temps, le lieutenant Louis Robin entame sa formation de pilote. Ce dernier rejoint finalement la 10e escadrille mais n'obtient aucune victoire comme pilote. Fernand Jacquet, de son côté, vole alors en solo mais n'est pas à l'aise sans observateur, étant myope et portant des lunettes, et abandonne donc rapidement pour revenir aux biplaces.
Fernand Jacquet est promu au grade de capitaine-commandant en décembre,.
Le 3 octobre, il est blessé et soigné rapidement à l'ambulance de l'Océan, hôpital militaire situé à La Panne. Le lendemain, il est de nouveau attaqué mais parvient, grâce à une manœuvre habile, à prendre l'avantage et son mitrailleur, le lieutenant M. de Crombrugghe de Looringe, abat le Rumpler dans les environs de Gits,. Fernand Jacquet remporte sa septième victoire le 6 novembre. Il termine la guerre avec sept victoires homologuées et neuf probables. Il a été engagé dans 126 combats aériens durant le conflit lors de 344 sorties,.

### Après-guerre

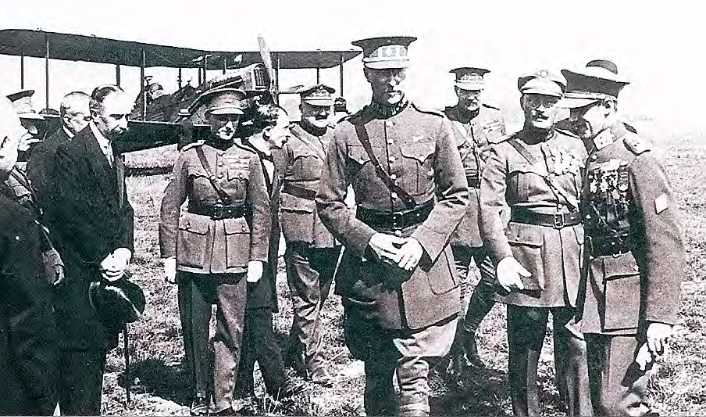
Le roi des Belges Albert Ier (au centre) le 28 août 1921 inaugurant l’école de pilotage à Gosselies. Fernand Jacquet est présent à sa gauche.

Peu intéressé par l’armée en temps de paix, Fernand Jacquet se positionne dans l'instruction et quitte le service actif en 1921,. Avec son fidèle équipier Louis Robin, il ouvre en 1920 une école de pilotage à Gosselies, près de Charleroi, sous l'égide de la SEGA, à la fondation de laquelle il est également associé dès l'origine,,,. Grâce à un contrat entre la SEGA et le Ministère de la Défense nationale, il forme alors de nombreux pilotes militaires,. Chaque année, il instruit 25 élèves-pilotes, pour 25 heures de vol et l'obtention du brevet civil. De 1921 à 1932, plus de 300 élèves passent par l'école. En 1932, l'activité s'arrête, les pilotes étant désormais formés à l'aérodrome de Wevelgem.
Fernand Jacquet est pensionné de l'armée en 1923 mais fait partie du cadre de réserve de l’Aéronautique militaire de 1928 à 1930. Le roi Albert, avec qui il possède des liens d'amitiés, lui demande d'être officier d’ordonnance de la princesse Marie-José, dès la fin de la guerre, mais Fernand Jacquet, bien qu'honoré, refuse, par humilité.
Après l'obtention d'un important contrat de l'armée belge donnant lieu pour la première fois à des compensations économiques, l'entreprise britannique Fairey (Hayes, Heaton Chapel, Ringway) crée sur l'aérodrome de Gosselies sa filiale belge Société des Avions Fairey le 27 août 1931. Fernand Jacquet en est le directeur commercial,.
En parallèle, il est sollicité pour mettre sur pied les Ateliers de construction aéronautique de Zeebrugge (ACAZ). Leur objectif est de fabriquer des avions entièrement métalliques, sur base de plans des ingénieurs Émile Allard et Alfred Renard. Trois prototypes seront construits, mais le projet ne débouche pas sur une production en série.
Fernand Jacquet est un grand défenseur de l'aviation civile, et, dès 1920, voyage à travers l'Europe pour établir des lignes aériennes. Il aime dire : « Il n’est point de petit pays s’il a foi dans l’immensité des océans, a fortiori dans le ciel infini ».

### Seconde Guerre mondiale et fin de vie

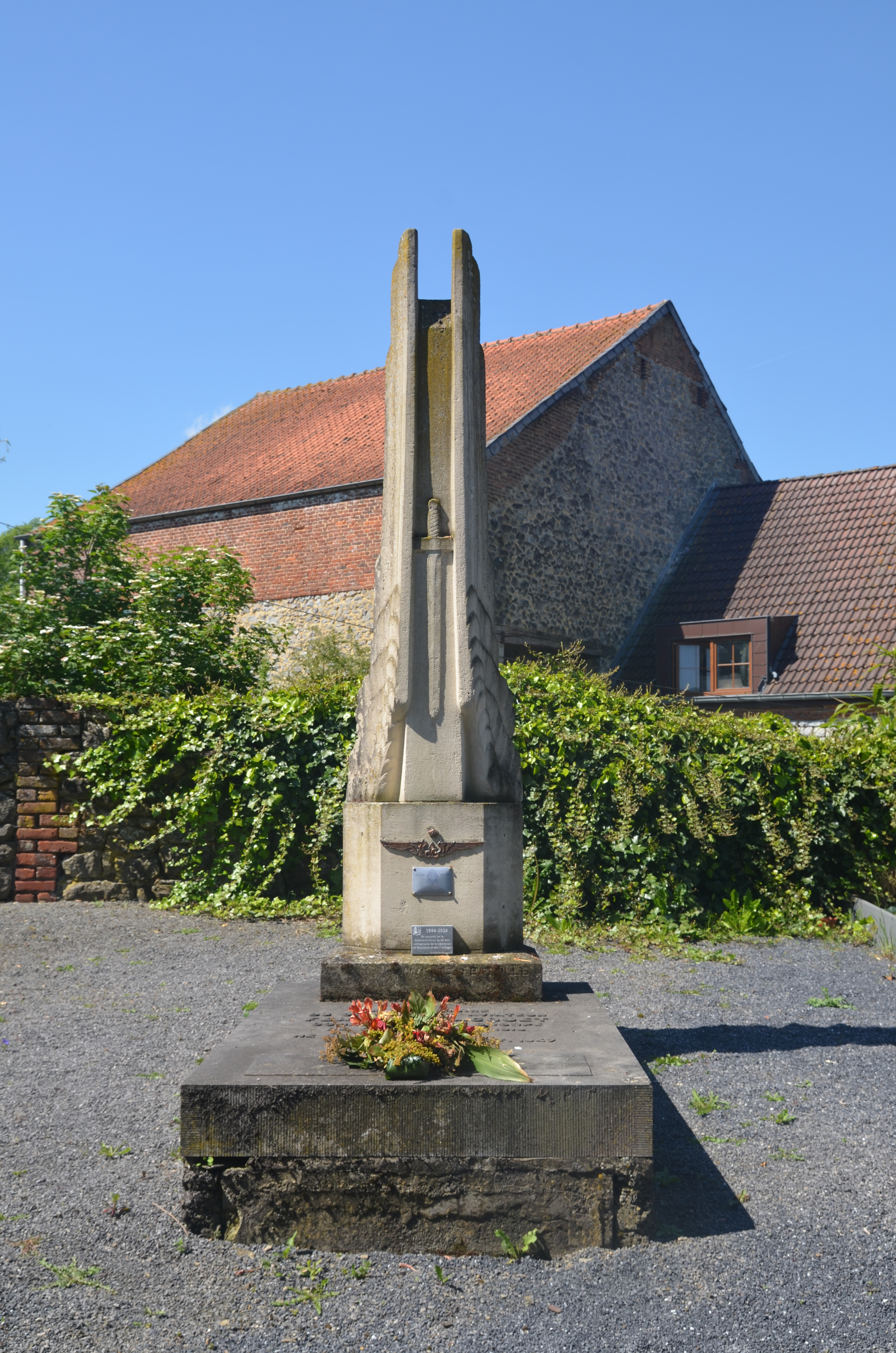
Tombe de Fernand Jacquet à Leval-Chaudeville.

Retiré dans son village natal, Jacquet devient un membre actif de la Résistance lorsque les Allemands envahissent la Belgique pour la seconde fois en 1940. Il prend part à un réseau de renseignement et à une filière d'évasion d'aviateurs alliés tombés en Belgique. Le réseau aurait aidé environ 160 aviateurs. Il est cependant arrêté et emprisonné dans le fort de Huy en 1942,,. Il y reste jusqu'à la fin de la guerre et en ressort très affaibli physiquement,,.
Malade, Fernand Jacquet meurt à Leval-Chaudeville le 12 octobre 1947 à l'âge de 58 ans,,,,,. Il est inhumé dans le cimetière de la commune. Selon Alphonse Dumoulin, administrateur de l'ASBL Les « Vieilles Tiges » de l'Aviation belge, dont Fernand Jacquet est membre associé-fondateur, il s'agit d'« un homme courtois et plein de réserve, un personnage humble, simple et modeste » et son souhait est d'être enterré dans l'intimité, considérant que « Ma tombe doit être laissée à l’abandon, à moins que l’Aviation belge n’estime convenable d’évoquer mon souvenir pour son histoire à Elle ». Un monument en son honneur est inauguré sur sa tombe le 30 avril 1950. Le sculpteur et ami de Fernand Jacquet, César Battaille, signe une œuvre pointant ses deux ailes vers le ciel.
Le titre de prisonnier politique, pour son incarcération durant la guerre, est accordé à Fernand Jacquet à titre posthume le 13 avril 1951.

## Vie privée
Fernand Jacquet se marie le 10 mai 1916 avec Eugénie Wiliquet (née en 1889) à Furnes. Le couple n'a pas d'enfant.

## Décorations et hommages
Un monument en son honneur est présent dans son village natal de Petite-Chapelle. Une plaque métallique est positionnée sur un rocher et représente son avion. Contrairement aux autres sources, sa date de décès est, erronément, annoncée comme étant le 7 octobre 1947,.
Deux rues portent son nom, une à Châtelet, la Rue Fernand Jacquet, et l'autre à Suarlée (Namur), Rue du Capitaine Aviateur Jacquet.

### Décorations
La liste suivante reprend les différentes décorations de Fernand Jacquet,.

#### Décorations belges
- Décoration civique de 3e classe (acte de courage et dévouement) - 18 juillet 1912 ;

- Chevalier de l'ordre de Léopold - 27 novembre 1914 ;
- Croix de guerre (Belgique) avec 6 citations - 15 septembre 1916 ;
- Croix de l'Yser - 13 avril 1919 ;
- Chevalier de l'ordre de la Couronne avec palmes - 12 janvier 1920 ;
- Officier de l'ordre de la Couronne - 18 août 1921 ;
- Officier de l'ordre de Léopold II avec glaive - 15 novembre 1929 ;
- Croix du feu - 15 novembre 1935 ;
- Médaille interalliée de la Victoire ;
- Officier de l'ordre de Léopold avec glaives - 8 avril 1940 ;
- Croix du prisonnier politique 1940-1945 ;
- Huit chevrons de front.

#### Décorations étrangères
- Décoration de 3e classe de l’ordre de Sainte-Anne (Russie) - 20 avril 1915 ;
- Croix de guerre 1914–1918 (France) - 6 août 1916 ;
- Chevalier de la Légion d'honneur (France) - 22 août 1916 ;
- Distinguished Flying Cross (Royaume-Uni), seul Belge à l'obtenir lors de la Première Guerre mondiale - 5 mars 1919.

## Liste des victoires aériennes
La liste des victoires de Fernand Jacquet ci-dessous, qui comporte 7 victoires homologuées, est intégralement tirée de l'ouvrage de Walter M. Pieters cité en bibliographie. Les victoires sont classées par ordre chronologique, les victoires homologuées sont numérotées, les victoires non homologuées sont annotées « NH »,,.
| No. | Date             | Heure         | Appareil               | Adversaire                        | Issue                     | Lieu                   | Notes |
| --- | ---------------- | ------------- | ---------------------- | --------------------------------- | ------------------------- | ---------------------- | --- |
| 1   | 17 avril 1915    | 15.20 - 16.55 | Farman                 | Albatros C.I                      | Détruit; brulé            | Roulers, Belgique      | Première victoire aérienne de l'histoire de l'aviation belge ; Observateur : Lieutenant Henri Vindevoghel.                             |
| NH  | 20 juin 1915     |               | Farman                 | Avion ennemi                      | avion rendu incontrôlable |                        | Observateur : Lieutenant L. Colignon.                                                                                                  |
| NH  | 26 juillet 1915  | 18.20         | Farman                 | avion de reconnaissance Aviatik C | Forcé à l'atterrissage    | Westende, Belgique     | Observateur : Lieutenant L. Colignon.                                                                                                  |
| 2   | 20 mai 1916      | 20.30         | Farman                 | hydravion                         | Détruit                   | Nieuport, Belgique     | Observateur : Lieutenant L. Robin. |
| NH  | 26 mai 1916      | 18.20         | Farman                 | avion de reconnaissance Aviatik   | avion rendu incontrôlable | Thourout, Belgique     | Observateur : Lieutenant L. Robin. |
| NH  | 27 mai 1916      | 19.25         | Farman                 | avion de reconnaissance Aviatik   | Forcé à l'atterrissage    | Koekelare, Belgique    | Observateur : Lieutenant L. Robin. |
| NH  | 22 juin 1916     | 8.30          | Farman                 | avion de reconnaissance LVG       | Détruit                   | Staden, Belgique       | Observateur : Lieutenant L. Robin. |
| 3   | 23 juin 1916     | 8.00          | Farman                 | Fokker                            | Détruit                   | Koekelare              | Observateur : Lieutenant L. Robin. |
| NH  | 30 juin 1916     | 19.00         | Farman                 | avion de reconnaissance Aviatik   | Forcé à l'atterrissage    | Handzame, Belgique     | Observateur : Lieutenant L. Robin. |
| NH  | 8 juillet 1916   | 6.50          | Farman                 | avion de reconnaissance LVG       | Détruit                   | Middelkerke, Belgique  | Observateur : Lieutenant L. Robin. |
| NH  | 30 juillet 1916  | 12.00         | Farman                 | avion de reconnaissance LVG       | Détruit                   | Forêt d'Houthulst      | En collaboration avec le Sergent Barthes et le mécanicien Baudoin de l'escadrille française MF 36 ; Observateur : Lieutenant L. Robin. |
| 4   | 30 juillet 1916  | 16.30         | Farman                 | avion de reconnaissance LVG       | Détruit                   | Houthulst, Belgique    | |
| 5   | 1er février 1917 | 15.15         | Sopwith 1 1/2 Strutter | avion de reconnaissance Rumpler   | Détruit                   | Lombardsijde, Belgique | Fernand Jacquet devient le premier as belge ; Observateur : Lieutenant L. Robin.                                                       |
| NH  | 5 juin 1918      | 6.42          | SPAD S.XI              | avion de chasse Fokker Triplane   | avion rendu incontrôlable | Houthulst              | Observateur : Lieutenant M. de Crombrugghe de Looringe.                                                                                |
| 6   | 4 octobre 1918   | 8.00          | SPAD S.XI              | avion de reconnaissance Rumpler   | Forcé à l'atterrissage    | Gits                   | Observateur : Lieutenant M. de Crombrugghe de Looringe.                                                                                |
| 7   | 6 novembre 1918  | 9.00          | SPAD S.XI              | Biplace                           | Forcé à l'atterrissage    | Gand, Belgique         | Observateur : Lieutenant M. de Crombrugghe de Looringe.                                                                                |